# Eilean Mullagrach
Eilean Mullagrach est une île du Royaume-Uni située en Écosse.